# Riera de Vallmanya (Maresme)
La Riera de Vallmanya és un curs fluvial que neix al sector oriental del massís del Montnegre i passa pel llogaret de Vallmanya, dintre del terme municipal de Tordera. És afluent per la dreta de la Tordera.